# Brote del síndrome de Guillain-Barré en Perú
El brote del síndrome de Guillain-Barré en Perú se refiere al informe del Ministerio de Salud de que 263 personas habían contraído el síndrome de Guillain-Barré en el interior de los departamentos de La Libertad, Lima y otros de la República del Perú. El Ministerio de Salud declaró en alerta epidemiológica a nivel nacional el 11 de mayo de 2018.
Para enero de 2020 se informó que el brote había vuelto a descontrolarse y se registraron dos muertos y 17 hospitalizados.

## Desarrollo

### Expansión
El síndrome se expandió a los departamentos de Piura, Áncash, Lambayeque y registró su primer caso mortal en Cajamarca, siendo además la primera área que mostrara el ingreso del síndrome al interior de los andes peruanos. Es el mayor brote de Guillain-Barré del que se tiene registrado que se haya expandido rápidamente en el Perú.
En junio de 2019 la Gerencia Regional de Salud declaró el departamento de La Libertad emitió de forma oficial alerta por epidemia de Guillain-Barré, mientras que el sector salud de Piura pidió que su departamento sea catalogado al mismo estado crítico. Ese mismo mes el Ministerio de Salud informó que el brote se había incrementado a 40 casos y que la enfermedad fue, por primera vez registrada en el departamento de Junín, en este último lugar hubo un fallecido y en Piura fueron dos en lo que va del año.

### Respuesta del gobierno
La ministra Zulema Tomás comunicó:

Estamos actuando rápidamente y revisando los casos con médicos neurólogos, expertos en control de enfermedades y epidemiología, y especialistas en gestión de riesgos.

En las últimas noticias, el Ministerio de Salud señaló que el 70% de los pacientes con esta enfermedad ha disminuido en el país, por lo que se espera que la cifra vaya en descenso. Durante la semana 25 (16 al 22 de junio) desde que se detectó el síndrome sólo se detectaron 34 casos de los 130 que fueron reportados en la semana 24 (del 9 al 15 de junio). La Minsa detalló que los casos de Lima se redujeron de 49 a 7 en la última semana y le sigue Piura donde se redujeron de 42 a 7.